# Gaio Norbano Flacco (console 24 a.C.)
Gaio Norbano Flacco (in latino Gaius Norbanus Flaccus; fl. I secolo a.C.) è stato un politico e console dell'Impero romano.

## Biografia
Flacco era un patrizio, figlio dell'omonimo console del 38 a.C. Il padre aveva un ottimo rapporto con il Principe Augusto e questa amicizia continuò anche con Flacco. Nel 24 a.C. fu eletto console insieme ad Augusto. Intorno al 17 a.C. fu nominato proconsole governatore d'Asia. Flacco era anche un membro dei Quindecemviri sacris faciundis.
Flacco sposò Cornelia Balba, figlia di Lucio Cornelio Balbo minore, ed ebbero almeno tre figli: Gaio Norbano Flacco (console nel 15), Lucio Norbano Balbo (console nel 19) e Norbana Clara.